# جيرهارد ملفين داهل
جيرهارد ملفين داهل (بالإنجليزية: Gerhard Melvin Dahl)‏ هو محامي أمريكي، ولد في 8 يونيو 1876، وتوفي في 29 ديسمبر 1953.